# فسفر مونونیترید

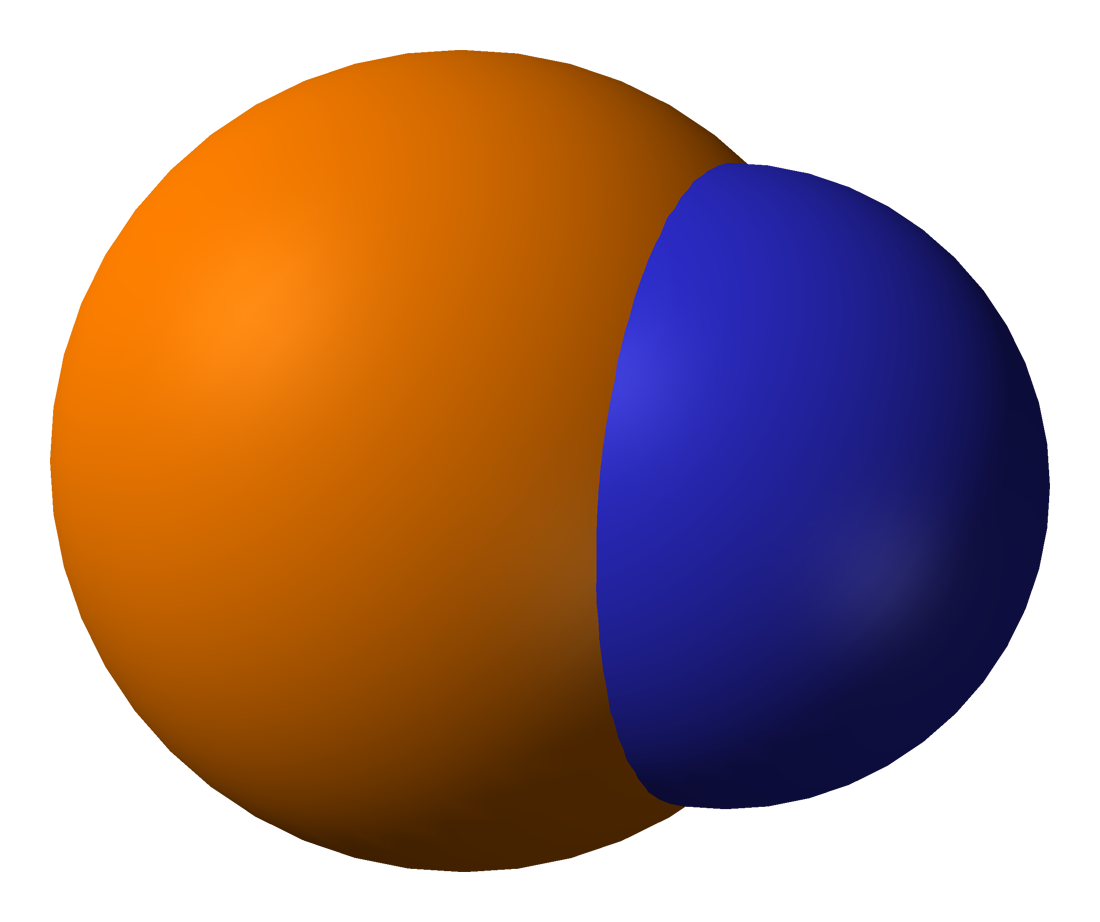
مدل پر کردن فضا از مولکول فسفر مونونیترید

فسفر مونونیترید (به انگلیسی: Phosphorus mononitride) یک ترکیب معدنی با فرمول شیمیایی PN است. این ماده که فقط حاوی فسفر و نیتروژن است، به‌عنوان یک نیترید دوتایی، طبقه‌بندی می‌شود.
فسفر مونونیترید اولین ترکیب حاوی فسفر شناخته شده در محیط بین ستاره‌ای است. این ترکیب، یک مولکول مهم در محیط میان ستاره‌ای و جو سیارات مشتری و زحل است.